# South Pasadena (California)
South Pasadena è una città della Contea di Los Angeles, in California (Stati Uniti).